# Liste des œuvres d'art de la Haute-Garonne
Cet article vise à recenser les œuvres d'art dans l'espace public de la Haute-Garonne, en France.

## Liste
Les œuvres sont classées par ordre alphabétique de communes et, au sein de celles-ci, par ordre chronologique d'installation, dans la mesure des informations disponibles.

### Sculptures
| Œuvre                                                           | Auteur                                         | Commune                | Localisation                                   | Notes | Installation                                   | Coordonnées                                    | Illustration |
| --------------------------------------------------------------- | ---------------------------------------------- | ---------------------- | ---------------------------------------------- | --- | ---------------------------------------------- | ---------------------------------------------- | --- |
| Statue de la Vierge à l'Enfant                                  | À déterminer                                   | Aignes                 | À déterminer                                   | Représente Marie et Jésus-Christ. | À déterminer                                   | à géolocaliser                                 | Statue de la Vierge à l'Enfant |
| Statue de Marie                                                 | À déterminer                                   | Anan                   | À déterminer                                   | Représente Marie. | À déterminer                                   | à géolocaliser                                 | Statue de Marie |
| Statue de la Vierge à l'Enfant                                  | À déterminer                                   | Antichan-de-Frontignes | À déterminer                                   | Représente Marie et Jésus-Christ. | À déterminer                                   | à géolocaliser                                 | Statue de la Vierge à l'Enfant |
| Statue de Joseph à l'Enfant                                     | À déterminer                                   | Ardiège                | À déterminer                                   | Représente Joseph et Jésus-Christ. | À déterminer                                   | à géolocaliser                                 | Statue de Joseph à l'Enfant |
| Statue de Marie                                                 | À déterminer                                   | Aurin                  | À côté de l'église Sainte-Apollonie            | Représente Marie. | À déterminer                                   | à géolocaliser                                 | Statue de Marie |
| Statue d'Antoine Mégret d'Étigny                                | Gustave Crauk                                  | Bagnères-de-Luchon     | 3 cours des Quinconces                         | Représente Antoine Mégret d'Étigny. | 1889                                           | à géolocaliser                                 | Statue d'Antoine Mégret d'Étigny« Monument à l'intendant d'Étigny à Bagnères-de-Luchon », sur À nos grands hommes                         |
| Caïn et Abel                                                    | Jean-Marie Mengue                              | Bagnères-de-Luchon     | Avenue Paul Bonnemaison, en face des thermes   | Représente Caïn et Abel. | 1903                                           | à géolocaliser                                 | Caïn et Abel« Caïn et Abel à Bagnères-de-Luchon », sur À nos grands hommes                                                                |
| Buste de Marcel Spont                                           | Jean-Marie Mengue                              | Bagnères-de-Luchon     | Dans le parc des Quinconces                    | | 1907                                           | à géolocaliser                                 | Buste de Marcel Spont« Monument à Marcel Spont à Bagnères-de-Luchon », sur À nos grands hommes                                            |
| Le Baiser à la source                                           | Henri Coutheillas                              | Bagnères-de-Luchon     | Dans le parc du casino                         | | 1908                                           | à géolocaliser                                 | Le Baiser à la source« Le Baiser à la source à Bagnères-de-Luchon », sur À nos grands hommes                                              |
| Buste d'Edmond Rostand                                          | Auguste Maillard                               | Bagnères-de-Luchon     | À déterminer                                   | Représente Edmond Rostand. | 1922                                           | à géolocaliser                                 | Buste d'Edmond Rostand« Monument à Edmond Rostand à Bagnères-de-Luchon », sur À nos grands hommes                                         |
| La Fortune                                                      | Ernest Christophe                              | Bagnères-de-Luchon     | Dans le parc du casino                         | | À déterminer                                   | à géolocaliser                                 | La Fortune |
| François Ier et sa sœur Marguerite fondant le Collège de France | Eugène Guillaume                               | Bagnères-de-Luchon     | Sur la place Lezat                             | Représente François Ier et Marguerite de Valois-Angoulême. | À déterminer                                   | à géolocaliser                                 | François Ier et sa sœur Marguerite fondant le Collège de France                                                                           |
| La Lionne et ses lionceaux                                      | Louis de Monard                                | Bagnères-de-Luchon     | Sur le rond-point de l'avenue Foch             | | 1938                                           | à géolocaliser                                 | La Lionne et ses lionceaux« Lionne et lionceaux à Bagnères-de-Luchon », sur À nos grands hommes                                           |
| L'Ours des Pyrénées                                             | Georges Guyot                                  | Bagnères-de-Luchon     | À déterminer                                   | | À déterminer                                   | à géolocaliser                                 | Image manquante |
| La Vallée du Lys                                                | Jean-Marie Mengue                              | Bagnères-de-Luchon     | Dans le parc des Quinconces                    | | 1903                                           | à géolocaliser                                 | La Vallée du Lys« La Vallée du Lys à Bagnères-de-Luchon », sur À nos grands hommes                                                        |
| Buste de Jean-Marie Mengue                                      | À déterminer                                   | Bagnères-de-Luchon     | À déterminer                                   | Représente Jean-Marie Mengue. | À déterminer                                   | à géolocaliser                                 | Buste de Jean-Marie Mengue |
| Kaleïdoscope                                                    | Jérôme Basserode                               | Blagnac                | Lycée Saint-Exupéry                            | | 2006                                           | 43° 39′ 05″ nord, 1° 22′ 29″ est               | Image manquante |
| Statue de Jeanne d'Arc                                          | À déterminer                                   | Calmont                | À déterminer                                   | Représente Jeanne d'Arc. | À déterminer                                   | à géolocaliser                                 | Statue de Jeanne d'Arc |
| Pietà                                                           | À déterminer                                   | Labarthe-Inard         | À déterminer                                   | Représente une Pietà. | À déterminer                                   | à géolocaliser                                 | Pietà |
| Statue de la Vierge à l'Enfant                                  | À déterminer                                   | Labarthe-Inard         | À déterminer                                   | Représente Marie et Jésus-Christ. | 1882                                           | à géolocaliser                                 | Statue de la Vierge à l'Enfant |
| Colonne de la République,                                       | À déterminer                                   | Labarthe-Rivière       | Boulevard de Verdun                            | | 1889                                           | à géolocaliser                                 | Colonne de la République« La République à Labarthe-Rivière », sur À nos grands hommes,« La République à Labarthe-Rivière », sur e-monumen |
| Statue de Sainte Catherine                                      | À déterminer                                   | Labarthe-Rivière       | À déterminer                                   | Représente Catherine d'Alexandrie. | À déterminer                                   | à géolocaliser                                 | Statue de Sainte Catherine |
| Statue de Marie                                                 | À déterminer                                   | Mane                   | Avenue du Couserans                            | Représente Marie. | À déterminer                                   | à géolocaliser                                 | Statue de Marie |
| Le Couleur de magnésium                                         | Gilbert Frizon                                 | Marignac               | À déterminer                                   | | À déterminer                                   | à géolocaliser                                 | Image manquante |
| Statue du maréchal Adolphe Niel,                                | À déterminer                                   | Muret                  | Allée Niel                                     | Représente Adolphe Niel. L'originale en bronze réalisée par Gustave Crauk en 1876 est fondue sous le régime de Vichy, dans le cadre de la mobilisation des métaux non ferreux.          | À déterminer                                   | à géolocaliser                                 | Image manquante |
| Statue de Nicolas Dalayrac,                                     | À déterminer                                   | Muret                  | Allée Niel                                     | Représente Nicolas Dalayrac. L'originale en bronze réalisée par Gustave Saint-Jean en 1888 est fondue sous le régime de Vichy, dans le cadre de la mobilisation des métaux non ferreux. | À déterminer                                   | à géolocaliser                                 | Image manquante |
| Monument à Clément Ader                                         | Paul Landowski                                 | Muret                  | Dans le parc Clément-Ader                      | | 1930                                           | à géolocaliser                                 | Monument à Clément Ader« Monument à Clément Ader à Muret », sur À nos grands hommes                                                       |
| La Traversée de l'Atlantique                                    | Gilbert Privat                                 | Muret                  | Dans le parc Clément-Ader                      | | 1931                                           | à géolocaliser                                 | Image manquante |
| La Traversée de la Manche                                       | Paul Manaut                                    | Muret                  | Dans le parc Clément-Ader                      | | 1931                                           | à géolocaliser                                 | Image manquante |
| La Traversée de la Méditerranée                                 | Yvonne Bedouce                                 | Muret                  | Dans le parc Clément-Ader                      | | 1931                                           | à géolocaliser                                 | Image manquante |
| Aviation civile                                                 | Sylvestre Clerc                                | Muret                  | Dans le parc Clément-Ader                      | | 1931                                           | à géolocaliser                                 | Image manquante |
| Aviation militaire                                              | André Abbal                                    | Muret                  | Dans le parc Clément-Ader                      | | 1931                                           | à géolocaliser                                 | Aviation militaire« Aviation militaire à Muret », sur À nos grands hommes                                                                 |
| Buste d'Aristide Briand                                         | Eugène Léon L'Hoëst                            | Muret                  | Boulevard Aristide-Briand                      | Représente Aristide Briand. | 1937                                           | à géolocaliser                                 | Image manquante |
| Buste de la République                                          | À déterminer                                   | Renneville             | À déterminer                                   | Ancienne fontaine. | À déterminer                                   | à géolocaliser                                 | Buste de la République |
| Buste Jean-Joseph Roquefort                                     | À déterminer                                   | Revel                  | Dans le square Roquefort                       | L'original réalisé par Auguste Metgé en 1912 est fondu sous le régime de Vichy, dans le cadre de la mobilisation des métaux non ferreux.                                                | 1946                                           | à géolocaliser                                 | Image manquante |
| Les Cyclistes                                                   | Jean-Louis Toutain                             | Revel                  | À déterminer                                   | | À déterminer                                   | à géolocaliser                                 | Image manquante |
| Le Glacier                                                      | Jean-Louis Toutain                             | Revel                  | À déterminer                                   | | À déterminer                                   | à géolocaliser                                 | Image manquante |
| Buste de la République                                          | Jean-Antoine Injalbert et Ernest-Eugène Hiolle | Saint-Gaudens          | Dans le jardin des Maréchaux                   | | 1896                                           | à géolocaliser                                 | Image manquante |
| Monument des trois Maréchaux                                    | Georges Guiraud                                | Saint-Gaudens          | Boulevard Jean-Bepmale                         | Inscrit MH (2018). | 1951                                           | à géolocaliser                                 | Monument des trois Maréchaux |
| Buste d'André Maginot                                           | À déterminer                                   | Saint-Gaudens          | À déterminer                                   | Représente André Maginot. | À déterminer                                   | à géolocaliser                                 | Buste d'André Maginot |
| Buste d'Eugène Azémar                                           | Auguste Verdier                                | Saint-Gaudens          | Dans le square Azémar                          | Représente Eugène Azémar. | À déterminer                                   | à géolocaliser                                 | Buste d'Eugène Azémar« Monument à Eugène Azémar à Saint-Gaudens », sur À nos grands hommes                                                |
| Femme et enfant                                                 | Évariste Jonchère                              | Saint-Gaudens          | Dans le square Azémar                          | | 1949                                           | à géolocaliser                                 | Image manquante |
| Stèle de la Liberté                                             | À déterminer                                   | Saint-Gaudens          | À déterminer                                   | | 2006                                           | à géolocaliser                                 | Stèle de la Liberté |
| Statue du général Jean Dominique Compans                        | Bernard Griffoul-Dorval                        | Salies-du-Salat        | Sur la place Compans                           | Représente Jean Dominique Compans. | 1851                                           | à géolocaliser                                 | Image manquante |
| Monument à Pierre d'Aragon                                      | À déterminer                                   | Seysses                | À déterminer                                   | | À déterminer                                   | à géolocaliser                                 | Image manquante |
|                                                                 |                                                | Toulouse               | Voir la liste des œuvres publiques de Toulouse | Voir la liste des œuvres publiques de Toulouse | Voir la liste des œuvres publiques de Toulouse | Voir la liste des œuvres publiques de Toulouse | Voir la liste des œuvres publiques de Toulouse                                                                                            |

### Monuments aux morts
| Œuvre | Auteur | Commune  | Localisation                                   | Notes                                          | Installation                                   | Coordonnées                                    | Illustration                                   |
| ----- | ------ | -------- | ---------------------------------------------- | ---------------------------------------------- | ---------------------------------------------- | ---------------------------------------------- | ---------------------------------------------- |
|       |        | Toulouse | Voir la liste des œuvres publiques de Toulouse | Voir la liste des œuvres publiques de Toulouse | Voir la liste des œuvres publiques de Toulouse | Voir la liste des œuvres publiques de Toulouse | Voir la liste des œuvres publiques de Toulouse |

### Fontaines
| Œuvre                     | Auteur       | Commune      | Localisation                                   | Notes                                          | Installation                                   | Coordonnées                                    | Illustration                                   |
| ------------------------- | ------------ | ------------ | ---------------------------------------------- | ---------------------------------------------- | ---------------------------------------------- | ---------------------------------------------- | ---------------------------------------------- |
| Fontaine                  | À déterminer | Aspet        | À déterminer                                   | Inscrite MH (1979).                            | XVe au XVIe siècle                             | 43° 00′ 54″ nord, 0° 48′ 13″ est               | Fontaine d'Aspet                               |
| Fontaine                  | À déterminer | Lagrâce-Dieu | À déterminer                                   | Représente Jean le Baptiste.                   | À déterminer                                   | à géolocaliser                                 | Fontaine                                       |
| Fontaine de la République | À déterminer | Larroque     | Sur la place Jean Louis Bazerque               |                                                | À déterminer                                   | à géolocaliser                                 | Fontaine de la République                      |
| Fontaine                  | À déterminer | Marignac     | À déterminer                                   |                                                | À déterminer                                   | à géolocaliser                                 | Fontaine                                       |
|                           |              | Toulouse     | Voir la liste des œuvres publiques de Toulouse | Voir la liste des œuvres publiques de Toulouse | Voir la liste des œuvres publiques de Toulouse | Voir la liste des œuvres publiques de Toulouse | Voir la liste des œuvres publiques de Toulouse |

### Œuvres disparues ou retirées
| Œuvre                         | Auteur          | Commune       | Localisation                                   | Notes | Installation                                   | Coordonnées                                    | Illustration                                   |
| ----------------------------- | --------------- | ------------- | ---------------------------------------------- | --- | ---------------------------------------------- | ---------------------------------------------- | ---------------------------------------------- |
| Le Faucheur                   | Henri Bouchard  | Aspet         | À déterminer                                   | Fondu sous le régime de Vichy, dans le cadre de la mobilisation des métaux non ferreux.                                                                                                  | À déterminer                                   | à géolocaliser                                 | Image manquante                                |
| Le Temps et le Génie de l'Art | Victor Ségoffin | Saint-Gaudens | Boulevard Bepmale                              | Également appelé Monument à l'Amitié franco-américaine. Érigé dans la cour Napoléon du palais du Louvre en 1908. Fondu en 1943, dans le cadre de la mobilisation des métaux non ferreux. | 1935                                           | à géolocaliser                                 | Image manquante                                |
|                               |                 | Toulouse      | Voir la liste des œuvres publiques de Toulouse | Voir la liste des œuvres publiques de Toulouse | Voir la liste des œuvres publiques de Toulouse | Voir la liste des œuvres publiques de Toulouse | Voir la liste des œuvres publiques de Toulouse |